# 4238 Audrey
4238 Audrey este un asteroid din centura principală, descoperit pe 13 aprilie 1980 de Antonín Mrkos.